# Marshall Green
Marshall Green (* 27. Januar 1916; † 6. Juni 1998) war ein US-amerikanischer Diplomat.

## Wirken
Während des Zweiten Weltkriegs diente er in der US Navy, im Anschluss trat er in den United States Foreign Service ein. Zwischen dem 4. Juni 1965 und dem 26. März 1969 diente er als Botschafter der Vereinigten Staaten in Indonesien.
Als Assistant Secretary of State for East Asian and Pacific Affairs (im Amt 5. Mai 1969 bis 10. Mai 1973) war er maßgeblich für die Vorbereitung von Richard Nixons Besuch in China 1972 verantwortlich.
1973–1975 war er Botschafter der Vereinigten Staaten in Australien, 1974–1975 zudem Botschafter der Vereinigten Staaten in Nauru.
1979 ging er in den Ruhestand.
| Personendaten    | Personendaten              |
| ---------------- | -------------------------- |
| NAME             | Green, Marshall            |
| KURZBESCHREIBUNG | US-amerikanischer Diplomat |
| GEBURTSDATUM     | 27. Januar 1916            |
| STERBEDATUM      | 6. Juni 1998               |